# Lambada
Lambada este o varietate a dansului modern de perechi samba, de proveniență latino-americană.
Apărut pentru prima dată în anul 1987, dansul lambada s-a răspândit în scurt timp în toată lumea. El întrunește în sine elemente coregrafice preluate din mai multe dansuri moderne și se caracterizează prin mișcarea rapidă și ritmică a șoldurilor.